# 야마모토 슈고로
야마모토 슈고로(山本周五郎, 본명: 시미즈 사토무, 본명 한자: 清水 三十六, 1903년 6월 22일 ~ 1967년 2월 14일)는 일본의 소설가이다.

## 같이 보기
- 고베 문학관
- 구로사와 아키라
- 야마모토 슈고로상